# Grande flotte blanche
Pour les articles homonymes, voir Flotte (homonymie) et Great White.

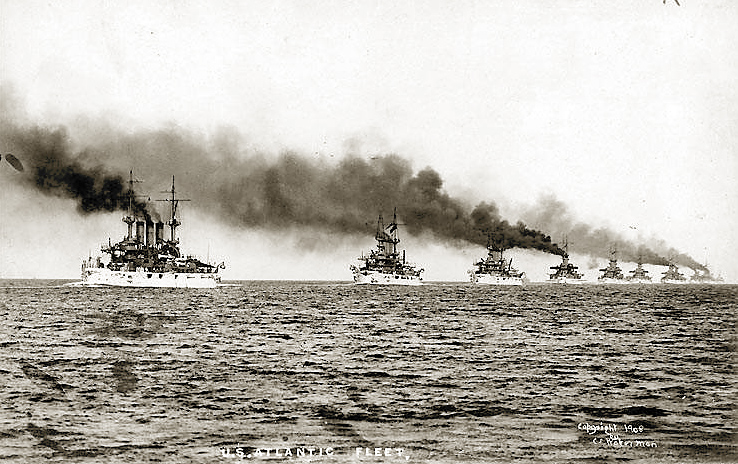
L'USS Kansas navigue devant l'USS Vermont lors du départ de la flotte d'Hampton Roads en Virginie le 16 décembre 1907.

Carte de la circumnavigation

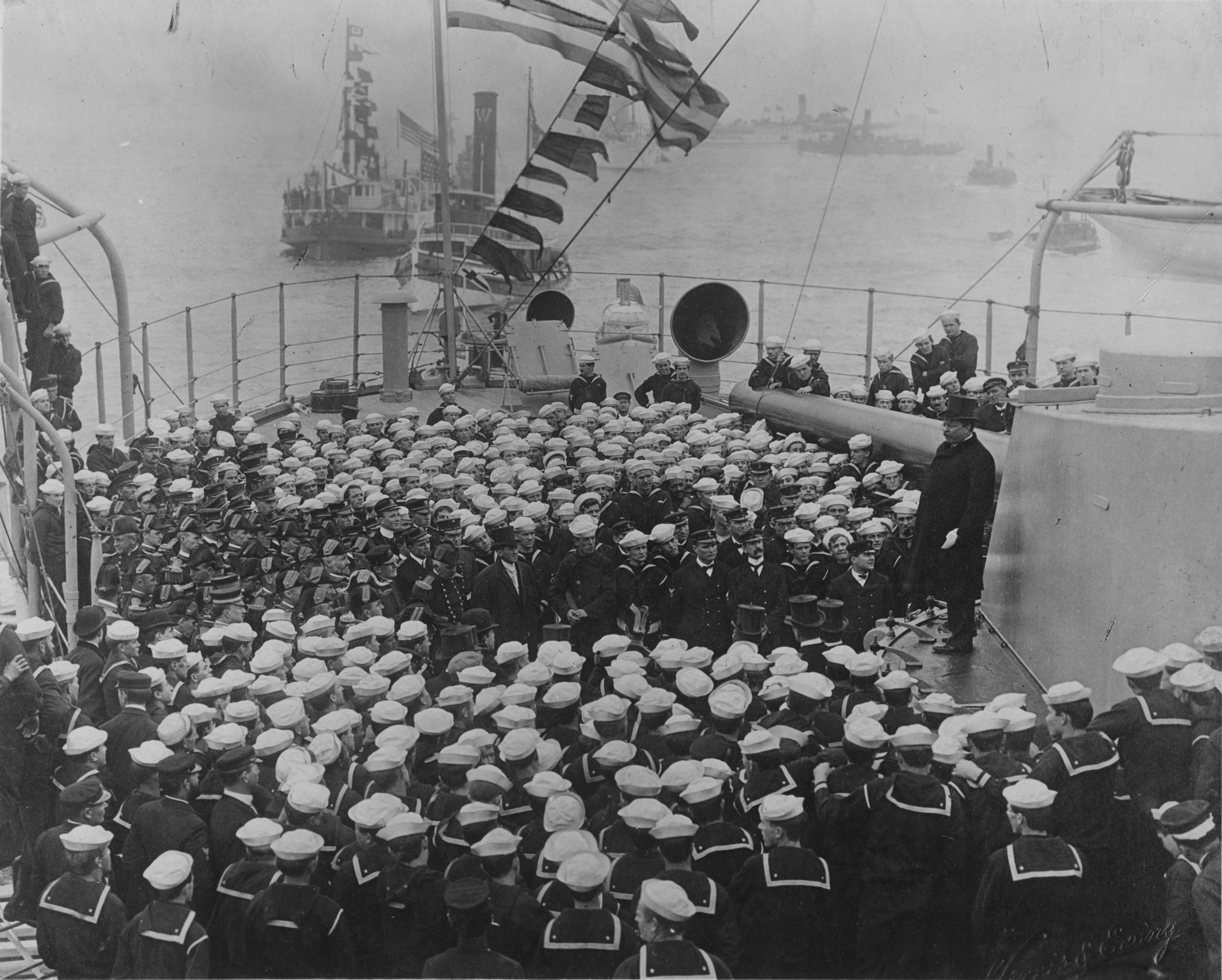
Le président Roosevelt (sur la tourelle du canon) sur l'USS Connecticut après le retour de la flotte à Hampton Road

La Grande flotte blanche (en anglais Great White Fleet) est le surnom populaire qui a été donné à la flotte de guerre de l'United States Navy qui fit une circumnavigation du 16 décembre 1907 au  22 février 1909 sur ordre du président des États-Unis Theodore Roosevelt.

## Composition
Cette flotte comporte quatre escadres de quatre cuirassés, chacun avec leur escorte ; leurs équipages sont de 14 000 marins. Roosevelt souhaitait faire une démonstration de la puissance militaire grandissante des États-Unis et de ses capacités en haute mer. Aussi, les coques des navires avaient-elles été entièrement repeintes en blanc, ceci étant à l’origine du surnom Great White Fleet (Grande flotte blanche). 
Les cuirassés sont accompagnés, durant la première partie de leur voyage, par une « flottille de torpilleurs » composée de six destroyers récents, ainsi que de plusieurs navires auxiliaires. Les destroyers et leur navire de soutien ne naviguèrent pas vraiment avec les cuirassés, suivant leur propre itinéraire d'Hampton Roads en Virginie jusqu'à San Francisco.

## Périple
Sous le commandement du contre-amiral Robley Dunglison Evans à bord du navire amiral USS Connecticut, la flotte part d'Hampton Roads, en Virginie, pour la Trinité, dans les Antilles, puis Rio de Janeiro (Brésil), Punta Arenas (Chili) — le canal de Panama n'étant pas achevé, la flotte doit franchir le détroit de Magellan  —  Callao (Pérou), baie de Magdalena (Mexique) et arrive à San Francisco le 6 mai 1908.
À San Francisco, le contre-amiral Charles S. Sperry reprend le commandement de la flotte, à cause du mauvais état de santé de l'amiral Evans. Les escadres furent modifiées, les plus récents et meilleurs navires étant regroupés dans l'escadre n°1. Deux cuirassés sont également remplacés. La flotte quitte San Francisco le 7 juillet 1908, visitant Honolulu (Hawaii), Auckland (Nouvelle-Zélande), Sydney et Melbourne (Australie), Manille (Philippines), Yokohama (Japon), Colombo (Ceylan). Elle mouille dans le port de Suez le 3 janvier 1909 avant de franchir le canal de Suez.
Lors de cette escale, elle apprend qu'un tremblement de terre s'était produit en Sicile. Le Connecticut, l’Illinois, le Culgoa et le Yankton sont immédiatement dépêchés à Messine. L'équipage de l'Illinois retrouve ainsi les corps du consul américain et de son épouse dans les ruines. Quittant Messine, la flotte s'arrête à Naples puis à Gibraltar et traverse l'Atlantique, rejoignant Hampton Roads le 22 février 1909 où le président Roosevelt la passe en revue.
Les quatre escadres couvrent quelque 65 000 km, s'arrêtant dans une vingtaine de ports sur six continents.
Cette flotte impressionnante était techniquement dépassée, alors que les premiers cuirassés dreadnought entraient en service et que le premier dreadnought de l'US Navy, l'USS South Carolina, était en voie d’achèvement. Les deux plus anciens navires de la flotte, le Kearsarge et le Kentucky, mis en service en 1900, étaient obsolètes et inaptes au combat ; deux autres le Maine et l'Alabama, avaient dû être retirés de la flotte à San Francisco à cause de problèmes mécaniques. Après réparations, l'Alabama et le Maine complèteront leur propre tour du monde en suivant une route plus courte que le reste de la flotte via Honolulu, Guam, Manille, Singapour, Colombo, Suez, Naples, Gibraltar, les Acores et le retour aux États-Unis, arrivant le 20 octobre 1908, plusieurs mois avant le reste de la flotte.